# Daphne Akhurst
Daphne Jessie Akhurst Cozens, avstralska tenisačica, * 22. april 1903, Ashfield, Novi Južni Wales, Avstralija, † 9. januar 1933, Sydney, Avstralija.
Štirinajstkrat je zmagala na turnirju za Prvenstvo Avstralije, po petkrat posamično in v konkurenci ženskih dvojic ter štirikrat v konkurenci mešanih dvojic. V konkurenci ženskih dvojic se je še enkrat uvrstila v finale turnirja za Prvenstvo Avstralije, v konkurenci mešanih dvojic pa po enkrat v finale turnirja za Prvenstvo Anglije in Prvenstvo Avstralije. Umrla je stara 29 let zaradi zunajmaternične nosečnosti. Leta 2013 je bila sprejeta v Mednarodni teniški hram slavnih.

## Finali Grand Slamov

### Posamično (5)

#### Zmage (5)
| Leto | Turnir                   | Nasprotnica v finalu | Rezultat finala |
| 1925 | Prvenstvo Avstralije     | Esna Boyd            | 1–6, 8–6, 6–4   |
| 1926 | Prvenstvo Avstralije (2) | Esna Boyd            | 6–1, 6–3        |
| 1928 | Prvenstvo Avstralije (3) | Esna Boyd            | 7–5, 6–2        |
| 1929 | Prvenstvo Avstralije (4) | Louie Bickerton      | 6–1, 5–7, 6–2   |
| 1930 | Prvenstvo Avstralije (5) | Sylvia Lance Harper  | 10–8, 2–6, 7–5  |

### Ženske dvojice (6)

#### Zmage (5)
| Leto | Turnir                   | Partnerica          | Nasprotnici v finalu                    | Rezultat finala |
| 1924 | Prvenstvo Avstralije     | Sylvia Lance        | Kathleen Le Messurier Meryl O'Hara Wood | 7–5, 6–2        |
| 1925 | Prvenstvo Avstralije (2) | Sylvia Lance Harper | Esna Boyd Kathleen Le Messurier         | 6–4, 6–3        |
| 1928 | Prvenstvo Avstralije (3) | Esna Boyd           | Kathleen Le Messurier Dorothy Weston    | 6–3, 6–1        |
| 1929 | Prvenstvo Avstralije (4) | Louie Bickerton     | Sylvia Lance Harper Meryl O'Hara Wood   | 6–2, 3–6, 6–2   |
| 1931 | Prvenstvo Avstralije (5) | Louie Bickerton     | Nell Lloyd Lorna Utz                    | 6–0, 6–4        |

#### Porazi (1)
| Leto | Turnir               | Partnerica   | Nasprotnici v finalu        | Rezultat finala |
| 1926 | Prvenstvo Avstralije | Marjorie Cox | Esna Boyd Meryl O'Hara Wood | 3–6, 8–6, 6–8   |

### Mešane dvojice (6)

#### Zmage (4)
| Leto | Turnir                   | Partner       | Nasprotnika v finalu                    | Rezultat finala |
| 1924 | Prvenstvo Avstralije     | James Willard | Esna Boyd Garton Hone                   | 6–3, 6–4        |
| 1925 | Prvenstvo Avstralije (2) | James Willard | Sylvia Lance Harper Richard Schlesinger | 6–4, 6–4        |
| 1928 | Prvenstvo Avstralije (3) | Jean Borotra  | Esna Boyd John Hawkes                   | b.b.            |
| 1929 | Prvenstvo Avstralije (4) | Edgar Moon    | Marjorie Cox Jack Crawford              | 6–0, 7–5        |

#### Porazi (2)
| Leto | Turnir               | Partner       | Nasprotnika v finalu          | Rezultat finala |
| 1926 | Prvenstvo Avstralije | James Willard | Esna Boyd John Hawkes         | 1–6, 4–6        |
| 1928 | Prvenstvo Anglije    | Jack Crawford | Elizabeth Ryan Patrick Spence | 5–7, 4–6        |